# Kud Wafter
《Kud Wafter》是Key于2010年6月25日于Windows平台发售的日本成人戀愛冒險游戏，又称为《库特wafter》、《库特after》。《Kud Wafter》是Key开发的第8部游戏，是同公司的游戏《Little Busters!》和《Little Busters! EX》的后日谈。Key于2013年6月18日发售了一个本作品的去掉色情部分的全年龄版本，并已经将本作品移植到安卓、BDPG、PSP、PSV等平台。
《Kud Wafter》讲述的是在《Little Busters!》中的事件之后，主人公直枝理树与女主角能美·库特莉亚芙卡成为了情侣，在暑假里发生在他们身边的故事。作品名称中的“Kud”是库特莉亚芙卡的爱称，其中文译名为“库特”。本游戏名称中的“Wafter”即为库特的口癖“哇呼”与“After”合成的词语。《Kud Wafter》的剧本由曾创作《Little Busters!》中库特路线的城桐央执笔，而原画设定由《Little Busters!》的两位原画师Na-Ga与樋上至共同担任。本游戏发售后登上了日本全国PC游戏销量排行榜的榜首。
游戏的改编漫画，由爆天童执笔，于ASCII Media Works的杂志《电击G's magazine》上连载。2017年為紀念《Little Busters!》發售十周年，在camp-fire舉行眾籌，以製作動畫項目，J.C.STAFF製作，2020年11月面向眾籌參加者先行推出，2021年7月16日正式上映。

## 游戏

《Kud Wafter》故事進行時的遊戲畫面，其中女主角能美·庫特莉亞芙卡正在與玩家角色直枝理树交談。

《Kud Wafter》是一款恋爱视觉小说游戏，玩家在游戏中饰演男主角直枝理树。在游戏中玩家将要花费大部分时间阅读出现在屏幕上的文字叙述、角色对话以及心理描写，其中除男主角之外的角色对话会有配音。而当剧情发展到了一定程度，玩家需要选择男主角要采取的行动来推动情节发展，此时游戏会暂停一段时间等待玩家做出选择。根据玩家做出选择的不同，剧情将会向着不同的方向发展。一些选择仅会影响很少一部分的剧情，而另外一些重要选项则会直接影响游戏能否迎来Good End。在游戏中会有男主角直枝理树与女主角能美·库特莉亚芙卡的性交场面，Key也推出了删除性交场面的全年龄版本的游戏。
《Kud Wafter》的剧情分为Wafter篇和After篇两篇，其中每一篇都又根据日期或故事段落分为若干个小篇章。玩家首先会进入Wafter篇，在Wafter篇的Good End之后，游戏会回到标题画面，此时标题画面以及游戏中的对话框、鼠标指针等都会发生变化，游戏的标题也从“Kud Wafter”变成了“Kud After”，整个故事进入After篇，而在After篇的Good End之后本游戏将会结束。Wafter篇和After篇中各有一个Good End和一个Bad End，而《Kud Wafter》整个游戏中共有两个Good End和两个Bad End。

## 剧情

### 故事内容
本游戏的时间线是《Little Busters!》和《Little Busters! EX》故事所发生的那一年的暑假，整个故事从7月18日开始。玩家首先进入的是《Kud Wafter》的Wafter篇。故事开始的时候理树和库特已经成为了情侣，其他的Little Busters!成员因为暑假都回家了，只有他们两人留在学校。这时理树所住的男生宿舍因为施工失误漏水而无法继续居住，在前任女生宿舍舍管阿酱前辈的提议下，现任女生宿舍舍管有条件地同意了男生们搬到女生宿舍旧馆居住。但分房间的时候却发现正好多出了一个男生无法住在女生宿舍旧馆，理树想要搬到家政部活动室居住，库特便鼓起勇气邀请理树与她同住一间房间。而库特的房间在旧馆，并远离其他人的房间，在阿酱前辈的支持下，理树与库特共同度过的暑假开始了。
库特暑假的自由研究是水火箭，理树在做作业之余也帮着库特做实验。在做水火箭的过程中，理树和库特在商店街遇到了同样为制作水火箭而捡拾塑料瓶的有月椎菜，并且得知了商店街的水火箭大赛举办的消息。几天后，库特在Tebwa的室友，合作学校的科学部部长冰室忧希也交流到了库特的学校，她在得知水火箭大赛举办的消息后也立即决定参加，从而再一次击败库特。库特邀请椎菜去她在后山上的秘密基地参观水火箭的发射，库特、理树、椎菜三人一起度过一个下午。但椎菜的父亲就是因为日本民间发射的第一颗人造卫星“菜花号”的事情而最终与椎菜的母亲离婚，椎菜的母亲得知椎菜准备参加水火箭大赛时禁止她参赛，并且让她参加许多补习班。库特在得知这一情况后，经过一个晚上的思考，最终决定放弃自己的水火箭，改为在比赛中使用椎菜的水火箭，以帮助她达到参赛的目的。而椎菜的姐姐有月初也反对椎菜参加水火箭大赛，初在初中的时候曾经是袋棍球队的一员，梦想着成为专业的袋棍球运动员，但后来因为受伤不得不放弃了自己的梦想並成为了一个现实主义者，转而去打工希望椎菜能够上大学，所以她认为椎菜应该去参加补习班努力学习，而不是制作水火箭。在库特和理树的劝说下初默许了椎菜与他们一起制作水火箭，并帮椎菜瞒过母亲。在水火箭大赛的前一天，三个人一起来到了举办大赛的河边的场地做水火箭的试飞，在黄昏时被椎菜的母亲所发现，母亲将水火箭的机体没收，并禁止椎菜参加大赛。库特和理树尽力安慰椎菜，并让椎菜当晚留宿在了他们的房间。理树於第二天在大赛开始前说服椎菜不要放弃，他们一起去椎菜母亲的工作地点寻找水火箭机体，最终他们说服了椎菜的母亲，拿回了机体，顺利地参加了水火箭大赛。在他们的水火箭发射时，椎菜的姐姐初和母亲都挤出时间来到了现场，三个人一起将水火箭发射了出去。但最终还是冰室的水火箭飞得最远，椎菜的机体获得了第二名。之后游戏进入Star Date一节，库特邀请理树一起等待用望远镜观测天空中出现的国际空间站新和平2号，但最终空间站并没有出现，Wafter篇故事到此结束，游戏回到了标题画面。整个Wafter篇剧情进展较慢，前半部分大多是库特与理树的同居生活的描写，并加入了许多色情场景。
Wafter篇之后标题画面出现了After篇的选项，点击进入后开始After篇。After篇的前半段，至水火箭大赛结束之前与Wafter篇剧情基本相同，但去掉了所有的色情场景，并且在细节上有一定的差异，如增加了库特的母亲斯托盖茨卡娅博士的出场。After篇在水火箭大赛之后加入了庆功大会，在庆功大会之后，库特继续做自己的暑期研究，准备制作能飞一海里的模型火箭（Mile High Rocket），故事进入way to the mile high一节。库特邀请冰室帮助制作火箭，但冰室却以忙于自己的实验为由拒绝了库特。库特和理树为寻求冰室的帮助接受了她的课题。最后冰室为完成课题过程中的库特所感动，加入了制作Mile High Rocket的行列。之后故事进入Go to the mile high一节，为申请经费库特成立了火箭部，理树、冰室、佳奈多、阿酱前辈都加入了，而冰室更是为了争取活动费用想办法让几乎留在学校的全部学生都加入了火箭部。最终经过了许多天的努力，制作出了四枚火箭，但第一枚火箭的试射却失败了，火箭在空中解体。经过调整之后，第二次试射成功，但发射高度只有800米。库特经过考虑之后，决定推迟发射日期，但由于天气原因只能推迟到第二天的上午。经过彻夜的模拟计算和尾翼调整，发射高度达到了1900±100米，发射成功。之后游戏进入Girl's Pain小节，库特的母亲所乘坐的新和平2号空间站上出现了意外，斯托盖茨卡娅一个人留在了失去动力的和平2号分离舱上，时刻有与太空垃圾相撞的危险，并且如果突入大气层时没有角度修正的数据的话分离舱将无法安全返回地面，情况非常危急，全世界的各大研究机构都在尝试与她取得联系。十分伤心的库特希望与母亲取得联系而用尽所有方法提升火箭模型的飞行高度。但理论计算火箭的发射高度仅能达到5海里，与在300公里以外的母亲相差甚远，冰室以不做无用之事为由拒绝帮助库特。但库特的发射失败了，在发射时火箭发生了爆炸，库特的宠物狗斯特勒鲁卡为了保护椎菜身负重伤。冰室受事故的震动很大，她向库特说明了她自己的体质无法成为宇航员的事实，并告诉库特不要逃避。之后游戏进入了Icarus小节，冰室介绍了她开发的广域信息共享系统，即将气球送往30公里高的高空，并通过信号收发器共享信息，她试图用这个Icarus系统与库特的母亲取得联系。椎菜，初，佳奈多，阿酱前辈以及留在学校的学生都加入了制作气球的行列。将气球放出去之后，库特一天又一天地在后山上等待着气球发回的信号。但由于Icarus会受到城市灯光的干扰，与空间站取得联系的概率极低，渐渐地，气球一个又一个地破裂了。此时游戏进入分支剧情，若玩家的选项正确，之后会进入Star Duster小节，阿酱前辈和佳奈多帮忙阻拦了闻讯赶来的媒体记者，而冰室将她的研究向全世界公开，越来越多的人自发地加入Icarus系统，最终库特和理树一起发送出了角度修正信息，在片尾曲《星屑》的伴奏下库特母亲所在的分离舱成功降落在大海上。之后游戏进入名为向未来传达的尾声小节，在若干年以后，理树与他和库特的女儿直枝架夜来到学校的后山一起观测库特所在的空间站，库特已经成为了宇航员，而冰室和库特的母亲一起在地面上和库特一同工作着。若选项选择错误，在Icarus之后将会进入Liar Game小节，理树不忍心看着库特憔悴的样子，冒充库特的母亲向库特发送伪造的信息，最终库特母亲所在的分离舱坠毁，进入Bad End。

### 主要角色
玩家在游戏中所扮演的角色是男主角直枝理树，他也是同公司的前作游戏《Little Busters!》和《Little Busters! EX》的男主角。理树是一个高中二年级的学生，少时他便失去了双亲，由于偶然的相遇加入了前作中的Little Busters组织。理树的性格稍微有些内向，但是十分地温柔。在《Kud Wafter》中，因为暑假其他Little Busters成员都回了家，而男生宿舍因为施工事故而被水所淹，最后变成了他在女生宿舍里与女主角能美·库特莉亚芙卡（简称：库特）同居的情况。本游戏中的故事围绕着理树和库特展开，库特也是《Little Busters!》及《Little Busters! EX》两个游戏中的女主角之一。库特是理树的同班同学，有3/4的俄国血统和1/4的日本血统，出生在游戏中虚构的位于赤道以南的前苏联托管地Tebwa。她在回到日本之前曾于许多国家暂住过，但她却并不擅长英语，而她本人却对这一点十分在意，经常想要表现得像外国人一样，并勉强自己说英语，但总是失败。库特的梦想是成为宇航员。
《Kud Wafter》中可以攻略的女主角仅库特一人，其他较重要的角色还有库特在戴布爾时的室友冰室忧希，在前作中也有登场的二木佳奈多，女生宿舍前任舍管阿酱前辈，库特与理树在商店街遇到的小学生有月椎菜，椎菜的姐姐有月初等人。冰室忧希是库特在戴布爾时的室友，拥有德国和俄国血统，现在在合作学校担任科学部的部长，暑假里以交流为目的来到了理树和库特的学校。她每天独自进行着各种各样的实验，但却经常作出一些奇怪的举动，是一个拥有天才气质的奇怪的人。二木佳奈多在《Little Busters!》和《Little Busters! EX》中担任风纪委员，在本游戏中她接任阿酱前辈担任女生宿舍的舍管。为人死板不知变通，做事认真，讲究合理性与效率。虽然看似冷漠无情，其实本性相当温柔，也是个不坦率，容易害羞的女生，也是一个极度的妹控。本游戏中她已经和妹妹三枝叶留佳和好。阿酱前辈是前任女生宿舍舍管，为了交接的相关事宜所以总是和佳奈多在一起，非常喜欢“既可笑又滑稽”的事物。因觉得男女同居很有趣，所以在暗中凑合库特和理树同居。她也是库特所属的家政部的部长。
有月椎菜是一个志在获得水火箭大赛优胜的少女，她在商店街捡拾塑料瓶时与理树和库特相遇。开朗又不怕生，自来熟又活泼，率直而单纯。她有一条名字叫做大隅的威尔士柯基犬。她的梦想与库特一样是成为宇航员，但却遭到了家人的反对。有月初是椎菜的姐姐，与理树和库特同级。因为是一个现实主义者，所以对待“梦想”比较悲观。作为椎菜的姐姐，守护追逐梦想的椎菜的温情与希望椎菜能够认清现实和理想的差距的愿望混杂在一起。她在学校附近的一个家庭餐馆里打工。初中时曾经打过袋棍球，但由于受伤的原因已经放弃。

## 发展

### 制作
在于2008年发售了《Little Busters! EX》之后，Key决定制作一部以其中的一位女主角能美·库特莉亚芙卡为主角的后传游戏。整个作品的企划由魁担任 ，这是魁继参与2004年的《CLANNAD》剧本创作之后又一次参与Key制作的游戏。担任《Little Busters!》与《Little Busters! EX》中库特线剧本作家的城桐央担任这个作品的脚本创作。而担任本作人物设定的Na-Ga与樋上至也是《Little Busters!》的原班人马。清水准一担任整部作品的音乐创作，麻枝准也协助创作了一部分歌曲。

### 推出
《Kud Wafter》的初回限定版于2010年6月25日发售，这个版本是在Windows平台上发售的DVD游戏。购买了初回限定版的玩家还可以获得《Kud Wafter》的原声带和Key的第9部作品《Rewrite》的试玩版。Visual Art's公司社长马场隆博在2010年4月于他的推特上说《Kud Wafter》的初回版将会制作100,000份以上。Good Smile Company将折户伸治2003年购买的本田飞度汽车改装成了装饰着库特的图像的痛车以宣传本作品。此车在2010年4月19日至6月26日走遍了日本全国举办宣传活动。此车于2010年6月25日在日本Yahoo拍卖网站上拍卖，起拍价为1日元，最终成交价为1,699,000日元。
Visual Art's的品牌Asoberu! BD于2013年3月29日发售了本作在蓝光影碟平台上的一个版本。Key于2013年6月28日发售Windows平台上的全年龄版本，其中将会有追加的剧本。2013年1月31日发售了本作在安卓平台上的18禁版本。2013年5月9日Prototype在PSP平台发售本作的全年龄版本，其中将会包含Windows全年龄版本的追加剧本。2013年12月19日Prototype發行本作的PSV版，其中将会包含PSP全年龄版本的追加剧本。

## 改编作品

### 出版书籍
本游戏改编的，由爆天童执笔的漫画于2010年5月號至2014年2月號在ASCII Media Works的杂志《电击G's magazine》上连载，漫画的标题也为《Kud Wafter》。该漫画的六本单行本于2011年2月26日至2014年3月27日发售除此之外，一迅社也于2010年的8月25日至10月25日发售了两卷名为《Kud Wafter Comic Anthology》的漫画。2010年9月30日，由Wedge Holdings出版了一本《Kud Wafter》改编的四格漫画合集。Harvest于2010年11月30日发售了一本名为《Kud Wafter Anthology Comic》的《Kud Wafter》的改编漫画。 Earth Star Comics于2010年12月25日发售了《Kud Wafter》改编的漫画作为此系列的第一部漫画。Paradigm于2010年9月30日发售了《Kud Wafter》改编的小说合集《Kud Wafter Anthology: It's Kud Wafter!》。Harvest也于2010年11月5日发售了《Kud Wafter》改编的小说集《Kud Wafter Anthology Novel》。ASCII Media Works于2011年3月10日发售了一本名为《White Fairy——能美·库特莉亚芙卡》的画集。

### 動畫
VisualArt於2017年1月宣布將製作《Kud Wafter》動畫作品。為紀念《Little Busters!》發售十周年，在camp-fire舉行眾籌，該活動募資最終達到6000萬日元得以製作一部由山川吉樹擔任導演並預定於2019年9月首映的劇場動畫，後來延期至2020年9月首映並改由鈴木健太郎擔任導演。主題曲為鈴湯演唱的《Light a Way》。後來再度延期至2020年11月28日进行众筹版的发货。而影院版原订于2021年5月14日上映，后因新冠肺炎影响推迟至同年7月16日。

## 音乐
《Kud Wafter》的片头曲是由能美·库特莉亚芙卡的配音演员铃田美夜子演唱的《one's future》，片尾曲是由霜月遥演唱的《星屑》。游戏中还有一首由铃田美夜子演唱的名为《星守歌》的插入曲。单曲《one's future》于2010年4月由Key Sounds Label发售。游戏的原声带《Kud Wafter Original SoundTrack》于2010年6月25日与游戏的初回限定版同捆发售。原声带中共有24个音轨，包含游戏中的20首背景音乐，一个《one's future》的重混版本，以及《星屑》和《星守歌》的原始版本。2010年12月的C79上，Key Sounds Label发售了一盘名为《Albina -Assorted Kudwaf Songs-》的改编和重混音乐合集。2011年5月27日，《Deejay Busters!》发售，其中收录了《Little Busters!》、《Little Busters! EX》和《Kud Wafter》中许多歌曲的重混版本。同样收录了三个游戏中歌曲的重混版本的唱片《Ripresa》于2013年4月26日发售。以上各个唱片的发售者均为Key旗下的Key Sounds Label。

## 影响
2010年5月，《Kud Wafter》登上了日本全国电脑游戏预售榜榜首。《Kud Wafter》的初回限定版在2010年6月的日本全国电脑游戏销售榜上排名第一位。《Kud Wafter》还是2010年上半年日本国内销售量最高的电脑游戏。秋叶原的一些商店甚至选择在深夜开始销售，而这种情况极为罕见。《Kud Wafter》在日本美少女游戏与动画相关商品销售网站Getchu.com的2010年6月销量榜上排名第2，2010年7月排名第26，而在整个2010年上半年排名第9，全年排名第15。PSP平台遊戲在第1週銷售5733台。